# Rooty
Rooty è il secondo album discografico del gruppo musicale di musica elettronica inglese Basement Jaxx, pubblicato nel 2001 dalla Astralwerks.

## Tracce
1. Romeo – 3:36
2. Breakaway – 3:22
3. S.F.M. – 2:39
4. Kissalude – 0:20
5. Jus 1 Kiss – 4:24
6. Broken Dreams – 3:07
7. I Want U – 3:26
8. Get Me Off – 4:49
9. Where's Your Head At – 4:43
10. Freakalude – 0:29
11. Crazy Girl – 3:20
12. Do Your Thing (feat. Elliot May) – 4:41
13. All I Know – 3:47

## Formazione
- Felix Buxton - voce, produzione
- Simon Ratcliffe - strumenti vari, produzione